# Mazzini (Bologna)
Mazzini è un ex-quartiere di Bologna, ora zona statistica facente parte del quartiere Savena.

## Storia

### Storia amministrativa
Il quartiere fu istituito nel 1962 e soppresso nel 1985 in luogo del nuovo quartiere Savena.
| Presidenti di Quartiere | Presidenti di Quartiere | Presidenti di Quartiere | Presidenti di Quartiere     | Presidenti di Quartiere |
| ----------------------- | ----------------------- | ----------------------- | --------------------------- | ----------------------- |
| Periodo                 | Presidente              | Lista                   | Lista                       | Note                    |
| 1964 - 1965             | Armando Tomesani        |                         | Partito Socialista Italiano | [ senza fonte ]         |
| 1965 - 1968             | Luigi Pedrazzi          |                         | Democrazia Cristiana        | [ senza fonte ]         |
| 1968 - 1971             | Romano Martelli         |                         | Democrazia Cristiana        | [ senza fonte ]         |
| 1971 - 1973             | Cesare Baravelli        |                         | Democrazia Cristiana        | [ senza fonte ]         |
| 1973 - 1975             | Gianfranco Castagna     |                         | Democrazia Cristiana        | [ senza fonte ]         |
| 1975 - 1980             | Mario Campagnaro        |                         | Partito Comunista Italiano  | [ senza fonte ]         |

## Società
abitanti censiti

## Geografia antropica
Il quartiere è suddiviso in più aree, come Due Madonne, Fossolo e Pontevecchio.
Cavedone
Il Cavedone venne progettato e costruito alla fine degli anni '50 nel piano INA-Casa. Si distingue per i caratteristici edifici residenziali a corte, progettati dal gruppo coordinato dall'architetto Marcello Vittorini.